# 샌디훅

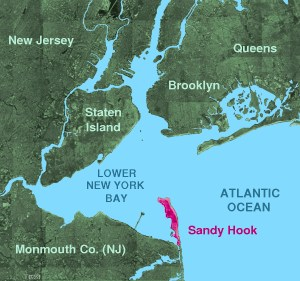
샌디훅의 위치

샌디훅(Sandy Hook)은 미국 뉴저지주에 있는 반도로, 뉴욕만의 입구에 있다. 미국 뉴저지주 대서양 동쪽 해안을 따라서 만머스군에 위치한 미들타운 타운쉽에 있으며, 뉴욕만 입구에서 가는 막대처럼 톡 튀어 나온 지형이며, 길이는 10km에, 너비는 0.16–1.6 km에 이른다. 네들란드 사람들이 이곳을 가리켜 ‘산트훅’(Sant Hoek)이라고 불렀는데, 영어로 훅(Hook)은 네덜란드어의 Hoek(코너, 각)에서 파생한 것이며, ‘땅의 침’(spit of land)을 의미한다.

## 개요
지리적으로 샌디훅은 뉴저지 해안을 따라서 평행사도가 확장되어 만들어진 커다란 모래 벌, 또는 언덕이다.